# Voghji (rivière)
Pour l’article homonyme, voir Voghji.
Le Voghji (en arménien : Ողջի, en azéri : Oxçuçay) est une rivière de Transcaucasie, un affluent de l'Araxe (rive gauche), donc un sous-affluent de la Koura.

## Géographie
Sa source se situe en Arménie, dans le marz de Syunik qu'il parcourt sur 43 km en direction de l'est, avant de virer au sud-est dans le Haut-Karabagh et de rejoindre l'Araxe à la frontière iranienne. Il arrose notamment Kajaran et Kapan en Arménie, ainsi que Zangilan et Mincivan en Azerbaïdjan.